# Thomas Dewey
Thomas Edmund Dewey, född 24 mars 1902 i Owosso, Michigan, död 16 mars 1971 i Miami, Florida, var en amerikansk jurist och politiker (republikan), guvernör i New York 1943–1954 och republikansk presidentkandidat 1944 och 1948. Han tillhörde det republikanska partiets liberala flygel med en positiv inställning till större delen av New Deal-programmet samt en mer aktiv utrikespolitik. Som guvernör i New York införde han de första lagarna mot rasdiskriminering i arbetslivet och var en av de ledande krafterna bakom Dwight D. Eisenhowers nominering till republikansk presidentkandidat 1952, där han själv avstod att kandidera.
Han växte upp i Michigan, där han tog juristexamen, men flyttade under sitt vuxna liv till New York, där han gjorde sig känd som ihärdig och effektiv i sin kamp mot den organiserade brottsligheten. Han valdes 1937 till distriktåklagare i New York och var omåttligt populär för sina insatser mot brottslighet och korruption. Följande år sökte han misslyckat posten som guvernör i delstaten, men vann en jordskredsseger vid ett andra försök 1942. Han omvaldes 1946 och 1950. 
Redan 1940 nämndes han som potentiell republikansk utmanare till president Roosevelt, men fick stå tillbaka för den äldre juristen Wendell Willkie. 1944 vann han nomineringen utan svårighet och tillfogade Roosevelt dennes sämsta valresultat någonsin, men förlorade ändå valet. Han vann nomineringen på nytt 1948, i strid i huvudsak med Harold Stassen, men förlorade mot Harry S. Truman efter att ha varit förhandstippad som segrare. 
Efter Earl Warrens avgång 1969 var han bland vissa förhandstippad som ny chefsdomare för USA:s högsta domstol, men förlorade till Warren Burger.

## Uppväxt, studenttid och musikintresse
Han växte upp i Owosso, Michigan där hans far var utgivare av den lokala tidningen. Han tog examen vid University of Michigan 1923 och från Columbia Law School 1925. Han skrev också för Michigan Daily, universitetets studenttidning.
Han var medlem av Phi Mu Alpha Sinfonia, ett nationellt brödraskap för musikaliska män. Livet igenom var Dewey en fanatisk musikälskare och gillade att sjunga Broadwaymelodier i badkaret.

## 1930-talet
Under 1930-talet gjorde Dewey sig känd när han som förste biträdande federal åklagare i New York fällde spritsmugglaren Waxey Gordon. Han fortsatte med att förfölja gangstern Dutch Schultz. Schultz försökte hämnas med att försöka mörda Dewey men Schultz kollega Lucky Luciano mördade Schultz innan detta hann hända. Dewey tackade för hjälpen genom att sätta dit Luciano för att vara en hallick. Han satte också dit chefen för New Yorkbörsen Richard Whitney för ekonomisk brottslighet och den amerikanske nazistledaren Fritz Kuhn för svindel.
1937 blev Dewey District Attorney för New York County.

## Guvernör för delstaten New York
Blott 37 år gammal försökte han 1938 bli vald till guvernör i delstaten New York, men misslyckades få nomineringen som republikanernas kandidat, till stor del på grund av sin ringa ålder. Hans rykte som omutlig och effektiv åklagare hade emellertid skänkt honom nationell uppmärksamhet och stor popularitet. Inför presidentvalet 1940 nämndes han trots sina 38 år som potentiell republikansk kandidat men fick stå tillbaka för den äldre juristen Wendell Willkie. Han återvände därefter till delstatspolitik inom New York. 1942 nominerades han till guvernörsposten och vann valet. Han blev därefter en av landets mest ansedda republikaner i tider där partiet lidit stora nederlag på federal nivå i samband med den ekonomiska krisen och åtnjöt ett enormt stöd i den traditionellt demokratiska delstaten. 
Som guvernör vann han snart rykte om sig att vara hängiven, omutlig och effektiv. Han sänkte skatter, fördubblade det ekonomiska stödet till utbildningsväsendet och lyckades strama åt delstatsskulden med över 100 miljoner dollar. Han utökade också lönerna till delstatens statstjänstemän och han undertecknade lagstiftning som skapade State University of New York. Han lät också skriva under den första delstatliga lagstiftningen som förbjöd diskriminering av färgade inom arbetslivet. Som brottsbekämpare var han hård och konsekvent. Han stödde dödsstraffet och under sina tolv år som guvernör såg han till att avrätta 90 personer i den elektriska stolen.

## Presidentkandidat
Deweys framgångar som guvernör och hans rykte som hederlig och framgångsrik stärkte hans popularitet, och 1944 sökte han posten som president och vann nomineringen som republikanernas kandidat. Han kampanjade mot bristerna i New Dealpolitiken samt Roosevelts ovilja att hantera rassegregationen i sydstaterna, kritiserade politisk korruption och de påstådda kommunistiska influenserna inom den demokratiska administrationen. Han kritiserade också den dåliga militära beredskapen före Pearl Harbor men undvek att yttra sig i allmänna utrikesfrågor, där Roosevelt efter landstigningen i Normandie utökat sin popularitet. Han förlorade valet men det relativt starka stödet sågs som en avgörande framgång efter tre svåra nederlag för det republikanska partiet. Roosevelt gjorde sitt sämsta val någonsin med 55 %. 
Efter nederlaget fortsatte Dewey sitt arbete i New York, och omvaldes som guvernör 1946. Sedan stödet för den demokratiske presidenten Harry S. Truman sjunkit radikalt nominerades Dewey på nytt i presidentvalet 1948 i strid i huvudsak med Harold Stassen, och sågs som favorit att återföra en republikan till Vita Huset. För att få trovärdighet i utrikesfrågor valde han att stödja Marshallplanen, Trumandoktrinen, erkännandet av Israel och flyghjälpen till Berlin. I programmet ingick federala åtgärder mot rassegregeringen i södern, ett avskaffande av kapitationsskatten, ett ökat stöd till utbildningen, samt höjda minimilöner för statstjänstemän.
Efter en lång och hård valkampanj i vilken Dewey behållit övertaget så till mån att Chicago Tribune valt att trycka upp morgondagens tidning med rubriken "Dewey Defeats Truman" (Dewey besegrar Truman) förlorade han valet högst oväntat. Det spända världsläget ansågs ha bidragit till situationen, där Josef Stalin genom den s.k. Berlinblockaden försökt svälta ut Västberlin, medan Dewey undvikit att yttra sig i utrikespolitiska frågor. En kampanjmedarbetare till Dewey, Elliot Bell, sade senare: "Björnen [kommunistskräcken] tog oss". En annan orsak var ett stort missnöje med den av republikanerna dominerade kongressen, som Truman med framgång benämnt "the do-nothing Congress".

## Senare karriär
Dewey omvaldes till guvernör 1950 men undvek söka nomineringen till presidentkandidat en tredje gång. Istället gav han sitt stöd till generalen Dwight D. Eisenhower, som vann valet 1952 och blev USA:s president. 
1954 avgick han som guvernör och drog sig tillbaka till sitt partnerskap i advokatfirman Dewey-Ballantine. Eisenhower ville göra honom till presidentkandidat 1956, men partiets ledning sade klart nej. Istället föredrog han ett stillsamt och tillbakadraget liv på sin advokatbyrå i New York.
Under 1960-talet när den konservativa flygeln inom republikanerna fick allt mer makt inom partiet drog sig Dewey allt mer tillbaka från partipolitiken. President Lyndon B. Johnson erbjöd honom plats inom federala kommissioner, eller en plats inom Högsta Domstolen, men Dewey avvisade alla erbjudanden. 1964 lämnade han alla politiska uppdrag, sedan den starkt konservative Barry Goldwater nominerats som partiets kandidat. Hans efterträdare som guvernör, Nelson Rockefeller, yttrade sig med avsmak över nomineringen, som ledde till att demokraten Johnson vann valet med det största antalet röster någonsin för en amerikansk president.
1970 började änkemannen Dewey att uppvakta skådespelaren Kitty Carlisle Hart och det talades allmänt om bröllop. Samtidigt började republikaner, störda av den riktning Nixonadministrationen tog, att uppvakta Dewey i syfte att han i sin tur skulle tala Richard Nixon till rätta, i samband med dennes kritiserade bombkrig i Vietnam. 
Dewey avled av en hjärtinfarkt under en semester i Florida 1971.

## Trivialt vetande
- Han var den förste presidentkandidaten i ett amerikanskt val som var född under 1900-talet.
- En av Knattarnas (Kalle Ankas brorsöner) engelska namn är Dewey. Tecknaren Al Taliaferro döpte honom efter just Thomas Dewey.